# Al-Nabi Rubin
Nabi Rubin var en palæstinensisk landsby beliggende 28 kilometer nordøst for Akko. Landsbyen blev erobret af Israel som følge af Haganah's offensiv Operation Hiram under Den arabisk-israelske krig 1948. En helgengrav, efter sigende for profeten Rubin, er den eneste tilbageværende struktur i byen.